# Шанвјер си Марн
Шанвјер си Марн (фр. Chennevières-sur-Marne) је насељено место у Француској у региону Париски регион, у департману Долина Марне.
По подацима из 2011. године у општини је живело 17.963 становника, а густина насељености је износила 3408,54 становника/km².

## Демографија
| 1962. | 1968. | 1975.  | 1982.  | 1990.  | 2011.  |
| ----- | ----- | ------ | ------ | ------ | ------ |
| 5.593 | 7.016 | 17.561 | 17.417 | 17.857 | 17.963 |